# Мавзолей Зейнал-бека
Мавзолей Зейнал-бека (азерб. Zeynal bəy türbəsi, тур. Zeynal Bey türbesi) — мавзолей, расположенный в районе Хасанкейф в турецком иле Батман. Был построен в 1473 году для сына правителя Ак-Коюнлу Узун Хасана Зейнал-бека Баяндура.

## История
Мавзолей был построен 1473 году в Хасанкейфе по приказу правителя Ак-Коюнлу Узун Хасана для своего сына Зейнал-бека Баяндура, погибшего после получения ранения в сражении при Отлукбели. Об этом указывает надпись на сооружении. Архитектором был Абдуррахманоглу Пирхусейн. После завершения строительства плотины Илисуйской ГЭС 12 мая 2017 года мавзолей был перевезён в Новый культурный парк Хасанкейфе по специальной технологии для предотвращения затопления.

## Архитектура
Образовавшиеся вокруг мавзолея куллийные сооружения со временем были разрушены, и гробница сохранилась до наших дней в своих основных чертах, за исключением некоторых частей. Корпус, возвышающийся на цилиндрическом основании, имеет круглый план снаружи и восьмиугольный план изнутри. Здание, под которым находится погребальная камера, находится на высоте 4,50 м от земли. До высоты камня, верх был сложен из кирпичей. Лестница, ведущая к гробнице, крышка отсека тела и брусчатка на нижних частях были отслоены. В погребальную камеру вход через небольшую дверь с востока от пьедестала. Из остатков внутри и надписей на стене понятно, что эта секция была закрыта низким сводом, поддерживаемым деревянными балками. На верхней крышке использовалось большое количество горшков и кувшинов. Ниши со стрельчатыми арками, доходившие до купольного прохода, были открыты по бокам восьмиугольного интерьера. Углы восьмиугольника, между прямоугольными нишами, организованы на уровне арки с ячейками мукарнаса, напоминающими скребки. На переходе находится куполообразный барабан, заполненный мукарнами, украшенный подвесными ромбовидными мотивами. Двустенный купол, диаметр которого уже корпуса, имеет полусферическую форму внутри и шлемовидную форму снаружи. Во внутреннем куполе четыре окна, во внешнем — три окна.
Вся цилиндрическая наружная поверхность облицована глазурованным кирпичом. Дверные и оконные проёмы с простыми уточными камнями окружены высокими остроконечными арками, создающими вид стеклообразного портала. Толстая прямоугольная рамка с мотивом шестиугольных вставок, окружающих ниши, сливается снизу и огибает весь корпус. Были отлиты куфические надписи с плетением цветов на платочном камне и геометрические узорчатые мозаичные изразцовые орнаменты на бордюре. Между формами звёзд в дверной арке, обработанной той же техникой, пословно вкраплена мастерская надпись. На поясном фронтоне находится основная надпись, выполненная двумя разными цветами и буквами с замысловатым тулусом. Треугольные пространства заполнены растительными мотивами, состоящими из изогнутых ветвей, руми и пальметт. Эпитафии, повторяющиеся среди оконных украшений на юге, настолько повреждены, что нечитаемые. Корпус украшен четырьмя рядами куфического письма в шахматном порядке, в которых имена Аллаха, Мухаммеда, Ахмеда и Али повторяются сверху вниз, между бирюзовыми глазурованными кирпичными рамками, расположенными зигзагообразным узором, но верхняя и нижняя части это налито. Кроме зигзагообразных мотивов на венчике, углы которого заканчиваются рядами ромбов, украшения купола не сохранились. Внутренние восьмиугольные стены 1,5 м. Он доверху покрыт зеленой глазурованной шестигранной плиткой. По оставшимся следам понятно, что весь внутренний купол был украшен пяти-шестиконечными звездами. Остальные части корпуса обмазывались раствором.